# Richard Reicke
Richard Reicke (Lebensdaten unbekannt) war ein deutscher Fußballspieler.

## Karriere

### Vereine
Reicke, Stürmer des VfB Königsberg, bestritt in den vom Baltischen Rasen- und Wintersport-Verband organisierten Meisterschaften Punktspiele.
Mit der Auflösung des Verbandes Königsberger Ballspiel-Vereine und der Gründung des Baltischen Rasen- und Wintersport-Verbandes wurde mit der Saison 1907/08 in drei regionalen Bezirksklassen die erste Baltische Meisterschaft ausgespielt.
Aus dem am 29. März 1908 ausgetragenen Finale um die Bezirksmeisterschaft Ostpreußen ging seine Mannschaft mit dem 6:4-Sieg über den Sportzirkel Samland 1904 Königsberg als Sieger hervor.
In der Endrunde um die Baltische Meisterschaft kam es am 12. April 1908 zu der Begegnung mit dem BuEV Danzig, der zuvor den Elbinger FC 05 mit 2:0 bezwungen hatte. Das auf dem Walter-Simon-Sportplatz, der Spielstätte des Königsberger STV, ausgetragene Finale gewann er mit seiner Mannschaft mit 9:0. Die gleiche Konstellation ergab sich in der Folgesaison, mit dem Unterschied, dass seine Mannschaft sich in dem in Hin- und Rückspiel ausgetragenen Entscheidungsspiel um Platz 1 gegen den – mittlerweile umbenannt in – SV Prussia-Samland Königsberg auseinanderzusetzen hatte. Da beide Mannschaften ihr Spiel gewannen, wurde ein drittes Spiel notwendig, das der VfB Königsberg letztendlich mit 3:1 zu seinen Gunsten entscheiden konnte.
Im Finale der Endrunde traf seine Mannschaft erneut auf den BuEV Danzig, der ebenfalls zuvor den Elbinger FC 05 mit 3:1 besiegt hatte. Das Ergebnis der am 18. April 1909 ausgetragenen Begegnung fiel mit dem 1:0-Sieg hingegen denkbar knapp aus.
Aufgrund der beiden regionalen Meistertitel war sein Verein auch zweimal in der Endrunde um die Deutsche Meisterschaft vertreten. Beide Male verlor er mit seiner Mannschaft im Viertelfinale gegen den BTuFC Viktoria 89, am 3. Mai 1908 auf dem Königsberger Walter-Simon-Sportplatz mit 0:7 und am 2. Mai 1909 an gleicher Stätte mit 1:12.

### Auswahlmannschaft
Als Spieler der Auswahlmannschaft des Baltischen Rasen- und Wintersport-Verbandes nahm er am erstmals ausgetragenen Wettbewerb um den Kronprinzenpokal teil, dem ersten deutschen Pokalwettbewerb des DFB, der von den seinerzeit existierenden Regionalverbänden ausgetragen wurde. In der Auftaktbegegnung mit der Auswahlmannschaft des Südostdeutschen Fußball-Verbandes am 29. November 1908 auf dem Viktoria-Platz in Berlin erzielte er das Tor zum 1:0 bereits in der elften Minute und brachte damit seine Mannschaft ins Halbfinale, das am 21. Februar 1909 im Wackerstadion Debrahof, der Spielstätte des SC Wacker Leipzig, gegen die Auswahlmannschaft des Verbandes Mitteldeutscher Ballspiel-Vereine mit 0:8 verloren wurde.

## Erfolge
- Baltischer Meister 1908, 1909
- Bezirksmeister Ostpreußen 1908, 1909